# Manhattan Night
Pour plus de détails, voir Fiche technique et Distribution.
Manhattan Night (titre original et québécois : Manhattan Nocturne) est un film américain écrit et réalisé par Brian DeCubellis, d'après le roman policier Manhattan Nocturne (en) de Colin Harrison (1996), sorti en 2016.

## Synopsis
Une femme engage un journaliste réputé, Porter Wren, pour qu'il enquête sur la mort de son époux. Leur liaison et l'enquête mettent en danger la famille du journaliste, manipulé par la mystérieuse veuve...

## Fiche technique
Sauf indication contraire, les informations mentionnées dans cette section peuvent être confirmées par la base de données cinématographiques IMDb,  présente dans la section « Liens externes ».
- Titre : Manhattan Night
- Titre original : Manhattan Nocturne
- Titre québécois : Manhattan Nocturne
- Réalisation et scénario : Brian DeCubellis, d'après le roman policier Manhattan Nocturne (en) de Colin Harrison (1996)
- Direction artistique : Lisa Myers
- Décors : Abigail Benavides et Bridget Rafferty
- Costumes : Havi Elkaim et Justine Seymour
- Photographie : David Tumblety
- Montage : Andy Keir
- Musique : Joel Douek
- Casting : Sig De Miguel et Stephen Vincent
- Production : Adrien Brody, Brian DeCubellis et Steven Klinsky

Coproduction Jennifer Beals, Colin Harrison et Campbell Scott
Production associée : Will Beinbrink et Sean Moran
Production exécutive : Tannaz Anisi, Sandy Climan, Thomas A. Guida et Diana DeCubellis
- Sociétés de production : DeCubellis Films, Untravelled Worlds, Fable House, Nocturne Pictures et Big Indie Pictures
- Sociétés de distribution : Lionsgate Premiere et Grindstone Entertainment Group
- Pays d'origine :  États-Unis
- Langue originale : anglais
- Format : couleur - 35 mm - 2,35:1 - son Dolby Digital
- Genre : Thriller, policier
- Durée : 113 minutes[2]
- Dates de sortie[3] :
  - États-Unis : 20 mai 2016 (sortie limitée et VOD[4])
  - France : 1er janvier 2017 (en VOD[5])
- Public :
  - États-Unis : Rated R - interdit aux moins de 17 ans
  - Allemagne : interdit aux moins de 16 ans

## Distribution
- Adrien Brody (VF : Jean-Marco Montalto) : Porter Wren
- Yvonne Strahovski (VF : Nathalie Bienaimé) : Caroline Crowley
- Jennifer Beals : Lisa Wren
- Campbell Scott (VF : Jérôme Keen) : Simon Crowley
- Steven Berkoff : Hobbs
- Linda Lavin : Norma

## Production

### Attribution des rôles
En janvier 2014, Adrien Brody et Yvonne Strahovski ont été choisis pour les rôles principaux du film, Brian DeCubellis est confirmé à la réalisation, tandis que Jennifer Beals et Campbell Scott sont également annoncés pour intégrer la distribution.

### Tournage
Le film a été tourné à New York.

### Sortie
Le 6 avril 2016, un premier trailer du film est mis en ligne.
Le film est classé R-Rated aux États-Unis (interdit aux moins de 17 ans), ayant été jugé pour son langage violent et pour ses scènes de nudité à caractère sexuel, bien que cela reste fictionnel,.
Après une sortie limitée au cinéma et en VOD le 20 mai 2016, le film est ensuite sorti en DVD / Blu-ray zone 1, le 2 août 2016.